# Tia Dalma

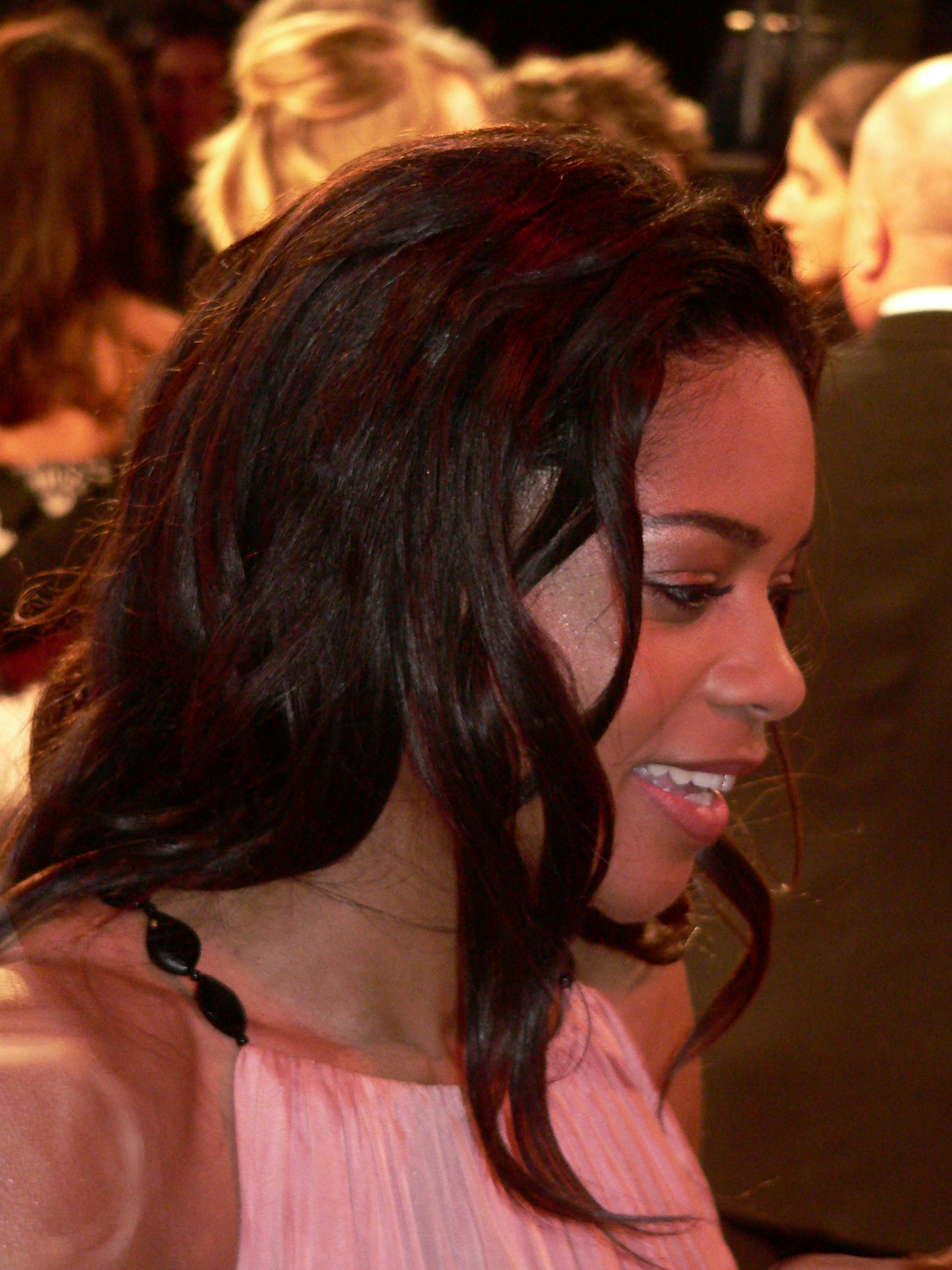
Naomie Harris, odtwórczyni roli Tii Dalmy

Tia Dalma – fikcyjna postać z filmów z serii Piraci z Karaibów, będąca drugoplanową postacią w filmie Piraci z Karaibów: Skrzynia umarlaka i pierwszoplanową postacią w filmie Piraci z Karaibów: Na krańcu świata, w którym duża część fabuły (zawierająca znaczący zwrot akcji) kręci się wokół niej i jej mocy.
W jej postać wcieliła się Naomie Harris.

## Historia postaci
Mało wiadomo o przeszłości Tii Dalmy przed wyjściem Piratów z Karaibów: Na Krańcu Świata, oprócz jej powiązań z Jackiem Sparrowem w jakiejś ważnej sprawie dla jego poboru przez Hectora Barbossę w Tortudze. Wiadomo również, że była ona kochanką Davy'ego Jonesa, była również tą osobą, która zamieniła go w potwora.
Zanim Sąd Bractwa zamknął ją w ludzkim ciele, była nimfą Calypso. Jack przyznawał się, że ją „znał”, kiedy byli „nierozłączni” – podczas gdy Tia Dalma podarowała mu jego dziwny kompas: tajemniczy przyrząd, który wskazywał kierunek, w którym znajdowała się rzecz, którą użytkownik chciał najbardziej mieć. Kiedy Calypso została pojmana, piraci okiełznali morze, ale również stali się mniej odporni, nad czym ubolewał Barbossa.
W kolejnych książkach Jacka Sparrowa jest powiedziane, że Tia Dalma zmieniła dziewczynę o imieniu Constance Magilore w kota. Jest również wspomniane, że Jack znał ją od czasu, gdy był nastolatkiem.

## Życiorys
Tia Dalma jest kapłanką fetyszy żyjącą w ciemnych i przerażających mokradłach. To ona na zasadzie wymiany podarowała kapitanowi Jackowi Sparrowowi jego słynny kompas siedem lat wcześniej. W filmie Piraci z Karaibów: Skrzynia umarlaka, Sparrow szuka pomocy u Tii Dalmy w celu zdobycia informacji na temat Davy'ego Jonesa i Skrzyni Umarlaka. Na wymianę, daje jej Jacka, nieśmiertelną małpę Barbossy.
Później zapewnia ona schronienie i ocalenie załodze Czarnej Perły po zniszczeniu przez Krakena statku i ogłoszenia się przez niego ich kapitanem. To właśnie Tia Dalma zaproponowała żeglowanie Na Kraniec Świata by uratować Jacka; wówczas przedstawiła wskrzeszonego kapitana Barbossę zadziwionym ocalałym.

## Przepowiednia
Kiedy Jack Sparrow podarował Tii Dalmie małpę o imieniu Jack, jej nagła zmiana dotychczas niesfornego zachowania w chatce Tii Dalmy świadczyła o obecności Barbossy, co stało się jasne w chwili, gdy małpa nagle usiadła na szczycie pary butów osoby niewidocznej dla obecnych, znajdującej się w przyległym pomieszczeniu.
Tia Dalma przepowiedziała również Willowi Turnerowi los, mówiąc, że został on „naznaczony przez przeznaczenie”, co zostało ostatecznie wyjawione w trzecim filmie. Wyjawiła również chytrze fakt, że Davy Jones wyciął sobie serce dla swojej prawdziwej miłości. Gdy miała miejsce krótka debata w sprawie, czy Daviemu chodziło o morze czy o kobietę, odpowiedziała, „Ta sama historia, różne wersje, i wszystkie są prawdziwe”. Stało się to prawdą, odkąd Calypso stała się i morzem i kobietą.

## Piraci z Karaibów: Na Krańcu Świata
Tia Dalma połączyła Barbossę, Willa, Elizabeth i resztę załogi Czarnej Perły w załogę, która miała na celu podróż do Singapuru. Po dotarciu tam i przedarciu się do siedziby Sao Fenga, żeby nabyć mapę nawigacyjną potrzebną do żeglowania na Kraniec Świata i do Luku Davy'ego Jonesa, z trudem wymknęli się z rąk Towarzystwa Handlowego Południowych Indii. Podczas podróży, Tia tłumaczyła Pintelowi i Ragettiemu, że Jack Sparrow nie mógł być przywrócony do życia w ten sposób, co Barbossa, ponieważ Sparrow został wzięty w zaświaty ciałem i duszą. Gdy załoga znalazła Sparrowa na wybrzeżach Luku, Tia zalotnie ripostowała, że Jacka cieszyła swego czasu jej furia – była to aluzja, że mogli mieć swojego czasu romantyczne relacje.
Gdy grupa poszukiwała drogi powrotnej do żywego świata, spotkała liczne dusze dryfujące na wodzie. Widzieli oni ojca Elizabeth, który mówił, że „czuje się nieżywy” i że „jest z niej dumny”. Tia Dalma zakazała Elizabeth opuszczać statku. Wtedy Will powstrzymał Elizabeth, a Tia Dalma wytłumaczyła, że obowiązkiem Davy'ego Jonesa jako kapitana Latającego Holendra było przewozić dusze tych, którzy umarli na morzu do następnego świata, i w każde dziesięć lat na jeden dzień mógł on przybić do brzegu, żeby spotkać się z kobietą, którą kochał. Kiedy zobaczył, że jego prawdziwa miłość, morska bogini Calypso, porzuciła go, kiedy przybił do brzegu, porzucił swój obowiązek i stał się potworem, jakim pozostał dotąd. Trzymając w ręku swój naszyjnik w kształcie serca, Tia wspominała, że Davy był kiedyś jednym z ludzi.
Wspominano, że Tia Dalma była ludzkim wcieleniem Calypso i w opisywanym czasie miała większą moc, niż kiedy się pojawiła w Skrzyni Umarlaka. Jej prawdziwe powody ożywienia Barbossy i Jacka zostały ujawnione, kiedy okazało się, że obydwaj byli Pirackimi Lordami Sądu Bractwa. Każdy posiadał odpowiednie „Części Ośmiu”, talizmany konieczne do uwolnienia Calypso. Ożywiła ona Barbossę, żeby odzyskać jego część (drewniane/sztuczne oko Ragettiego), i pomogła Jackowi w ucieczce, ponieważ jego Część prowadziła go do Skrzyni Davy'ego Jonesa. Po przybyciu do Zatoki Wraku, przypomniała ona Barbossie o swoich mocach poprzez ściśnięcie jego ręki i chwilowe przywrócenie jej do poprzedniego przeklętego stanu (jest to nawiązanie do Klątwy Czarnej Perły). Ze złością ostrzegła go, że tylko dzięki jej interwencji został ponownie ożywiony i że ma się wywiązać z ich umowy. Wówczas Barbossa zamknął ją w areszcie do czasu, aż miała zostać wypuszczona z ludzkiego ciała. Ona i jej skłócony kochanek, Davy Jones, przelotnie znów ujrzeli się podczas tego uwięzienia. Calypso zapewniła Davy'ego, że wciąż żywi głębokie uczucie do niego, i mimo że nie wywiązała się ze spotkania w wyznaczonym dniu, Jones nigdy by jej nie kochał, gdyby nie jej niekontrolowana i nieprzewidywalna natura. Jones zarzekał się, że nigdy więcej nie będzie już o niej myśleć. Calypso skarciła go również za zaniedbanie jego obowiązku przewożenia dusz do innego świata. Powód jego zaniedbania obowiązków był taki, że uszkodził on swój umysł i duszę i stał się potworem, przeklętym, by żyć wiecznie w morzu. Calypso była również wściekła, że Piraccy Lordowie zamknęli ją w ludzkiej postaci. W ten sposób jej prawdziwe zamiary zostały ujawnione: planowała użyć swoich mocy, żeby zdradzić całą piracką flotę wydając ją Beckettowi w akcie zemsty. Zapewniała, że da całą swoją miłość Jonesowi. Kiedy Tia dotknęła Jonesa, na moment zamienił się on w człowieka, którym kiedyś był. Przed odejściem, Jones z tęsknotą zapewnił, że jego serce będzie zawsze do niej należeć.
Podczas bitwy między flotą Towarzystwa Handlowego Południowych Indii i flotą piracką, Barbossa spalił dziewięć Części Ośmiu w nieudanej próbie uwolnienia Calypso. W końcu została ona uwolniona dzięki Ragettiemu, który dokonał tego przez poprawne wyszeptanie magicznej formuły „Calypso, uwalniam cię z twojego ludzkiego więzienia” tonem, jakim się mówi do kochanki. Zanim Calypso została kompletnie uwolniona, Will uświadomił ją, że to Davy Jones ją zdradził przez ujawnienie pierwszemu Sądowi Bractwa, jak uwięzić ją w ludzkim ciele. Związana linami, urosła nagle do blisko sześćdziesięciu stóp wysokości. Barbossa zapytał ją, czy dotrzyma ich umowy i użyje jej mocy by ocalić piratów. W furii Calypso uwolniła się, zmieniła się w tysiące małych krabów, które pochłonęły statek i uciekły do morza. Jej wściekłość stworzyła gwałtowny huragan i wir, który stał się polem walki pomiędzy Czarną Perłą i Latającym Holendrem. Zamiast pomocy którejś stronie, jej gniew został skierowany zarówno przeciw pirackim lordom za jej uwięzienie, jak i przeciw Davy'emu Jonesowi za jego zdradę. Ekstremalne warunki sztormu zneutralizowały prędkość Perły i ogień z Holendra, pozwalając na wyrównaną walkę. Davy Jones krzyczał w gniewie spowodowanym tą nową zdradą. Ostatnim jego słowem, zanim pogrąży się w przepaści wiru, który Calypso stworzyła, jest jej imię.

## Osobowość
W Skrzyni Umarlaka Tia wydaje się być trochę tajemnicza i enigmatyczna. Posiada osobowość zalotną i skłonną do gierek (zgodnie z legendą mówiącą, że morska bogini Calypso była kimś w rodzaju uwodzicielki), poza tym lubi mówić zagadkowo.
W trzeciej części Piratów, gdy w końcu jest znana jako Calypso, przedstawiona jest jako stanowcza, lecz dobroczynna bogini, ale jeśli się ją rozgniewa, jej gniew nie zna granic.